# Придністровський державний театр драми та комедії
Придністровський державний театр драми та комедії ім. Н. С. Аронецької — один із перших молдавських театрів. Відкритий на початку 1930-х років у столиці тодішньої Молдавської Автономної РСР місті Тирасполі (нині — столиця Придністров'я). Починав театр своє життя як театр-студія, потім як Міський драматичний театр, Республіканський драматичний театр драми та комедії, а в 1992 році театр стає Придністровським державним театром драми та комедії, якому у 2001 році було присвоєно ім'я заслуженого діяча мистецтв Молдовської РСР засновника театру Надії Степанівни Аронецької.

## Історія

### У часи СРСР
У 1934 році було ухвалено рішення про будівництво у столиці МАРСР м. Тирасполі спеціальної будівлі для театру за проектом архітектора Г. М. Готгельфа, професора Одеського інженерно-будівельного інституту. Ним став компактний, симетричний комплекс, вирішений у стилі неокласицизму.
На той час вже були сформовані три професійні театральні трупи: молдавська, російська, українська, яким історично судилося працювати в новій будівлі до 1940 року, і після утворення МРСР двом із них переїхати до нової столиці — м. Кишинів.
На сцені нового театру розпочинали свій творчий шлях видатні майстри театрального мистецтва Молдови: актори — Костянтин Костантинов, Катерина Казимирова, Кирило Штирбул, Домініка Дарієнко, Євген Казіміров, Євген Діордієв, Мефодій Апостолов; завідувачі музичної частини — Валерій Поляков, Давид Гершфельд; режисер Віктор Герлак та інші.
Урочисте відкриття нового, технічно оснащеного театру відбулося 25 червня 1936 року.
У роки Німецько-радянської війни будівля театру була сильно зруйнована. Тільки в 1963 році вона була повністю відновлена і впродовж п'яти років слугувала майданчиком для різних гастролюючих колективів та всіх значущих міських заходів, архітектори І. Л. Шмурун та Д. І. Палатник.

### За часів Надії Аронецької
Нова віха в історії професійного мистецтва Придністров'я та народження театру розпочинається з серпня 1969 року і пов'язана з ім'ям режисера та педагога Надії Степанівни Аронецької. Разом із 17 випускниками акторського факультету Кишинівського інституту мистецтв Надія Степанівна приїхала до Тираспольського театру, ставши його першим головним режисером.
Офіційне відкриття театру відбулося 26 березня 1970 року виставою «Місто на зорі» за п'єсою А. Арбузова. Постановка здобула високу оцінку глядачів та театральної критики, а режисери Н. Аронецька, Ю. Доронченко, актори Б. Аксьонов, О. Лачин, Л. Руснак були відзначені преміями Молдавського театрального товариства.
Але перше визнання дійшло майбутніх акторів Тираспольського театру трохи раніше, коли учасники дипломного спектаклю «Про час і себе» режисера Н. С. Аронецької — Б. Аксьонов, Л. Колохіна та Є. С. Мизніков були відзначені призами Всесоюзного студентського театрального фестивалю в Ленінграді, а інша дипломна вистава «Невинні промови» за А. П. Чеховим режисера Н. Аронецької здобув премію Молдавського театрального товариства. Ці спектаклі, а також дипломний спектакль «Свої люди - порахуємося» О. Островського в постановці Ю. Доронченка та його ж спектакль «Горя боятися — щастя не бачити» С.Маршака становили перший репертуар Тираспольського театру. Вистави молодої трупи нікого не залишали байдужими, викликали гарячі відгуки у глядачів та професійних критиків. Це було початком визнання особливого почерку молодого колективу однодумців, який включав високу духовність, яскравість, пронизливість і поетичність. Формувався цікавий репертуар, що не повторював жодну афішу: «Солом'яний капелюшок» Е. Лабіша та Марк-Мішеля (режисер Н. Аронецька, актори Б. Аксьонов, Л.Колохіна, Є.Мизников та Л.Шер були нагороджені преміями Міністерства культури і Молдавського театрального товариства), «Дуенья» Р. Шерідана (режисер Н. Аронецька, актори Б. Аксьонов та І. Таран отримали призи Молдавського театрального товариства), «Фет-Фрумос і сонце» режисер і автор п'єси з молдавської казки Н. Аронецька, «Валентин і Валентина» М. Рощина, режисери Н. Аронецька та М. Шуров, «Жартівники» О. М. Островського (режисер Н. Аронецька та актор Б. Аксьонов здобули премію Молдавського театрального товариства), «Гей ти, здравствуй!» Г. Мамліна, режисер Ю. Доронченко, «Мій брат грає на кларнеті» А. Алексіна, режисер Н. Бродичанський, «Чудова черевичниця» Гарсіа Лорки, режисер Н. Ступіна, «Самодури» за К. Ґольдоні (режисер Н. Аронецька була відзначена на Всесоюзному огляді за роботу із творчою молоддю). А поставлена до 30-річчя перемоги у Великій Вітчизняній війні вистава «Василь Теркін» за О. Твардовським, режисер Н. Аронецька, актори Є. Толстов, В. Сухомлинов, А. Алексєєв, М. Ісаєв, В. Уваров, художник А. Желудєв були нагороджені срібними медалями імені О. Попова.
У наступні роки множиться перелік фестивалів, зростає кількість вистав, із якими трупа виїжджає на театральні форуми, розширюючи рамки театрального простору. Це Всесоюзний огляд пушкінських вистав («Перекази старовини глибокої»), Всесоюзний фестиваль польської драматургії («Вдовий дім»), Всесоюзний фестиваль Чехословаччини («Перш ніж співає півень»), Міжнародний фестиваль «Зимовий Авіньйон» у м. Санкт-Петербург «Про мить»), Міжнародний фестиваль у Румунії м. Тулча («Записки божевільного»), огляд театрального мистецтва Молдови та України «Флорар-88» («Останній палкий закоханий»), Міжнародний театральний фестиваль «Тернопільські вечори» («Моцарт та Сальєрі»), Міжнародний театральний фестиваль «Мельпомена Таврії» м. Херсон («Безіменна зірка»).
Періодично театр відвідує м. Кишинів, беручи участь у Міжнародному фестивалі імені В. Александрі («Історія одного золотого»), у Міжнародному фестивалі—бієнале імені Е. Іонеско («Гравці»), у фестивалях «Гала Преміїлор» у різні роки («Прибайкальська» кадриль", «Приватна колекція масок», «Гра кохання та випадку», «Кошкін дім», «Малюк і Карлсон», «Журден, Журден!..», «У мисливській залі»).
Про театр та його спектаклі писали провідні критики та театрознавці в республіканських та російських періодичних виданнях («Молодий комуніст», «Театр», «Театральне життя», «Пристрасний бульвар», «Світ краси» тощо).

### У часи ПМР

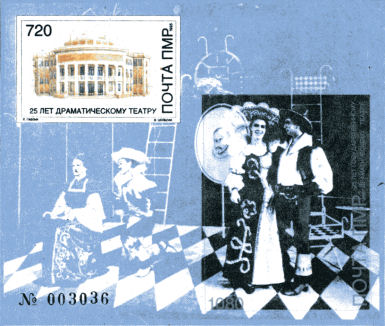
Поштова марка ПМР «25 років Драматичному театру» (1995)

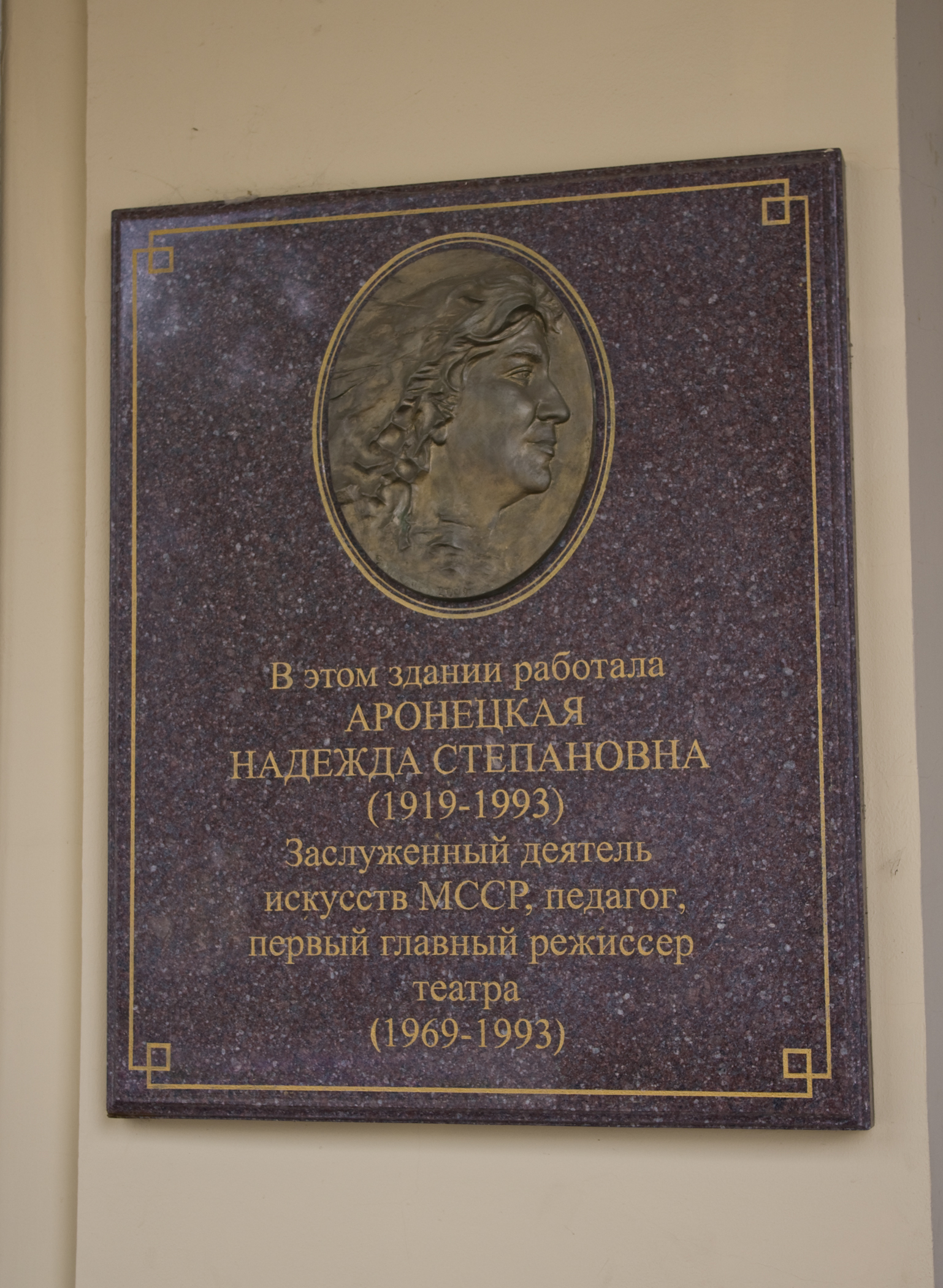
Пам'ятна табличка на будівлі театру

У 1990—2005 роках відбувалася реконструкція театральної будівлі. Незважаючи на всі труднощі, пов'язані з цим періодом, театр продовжував активну роботу з випуску вистав.
У 2005 році до відкриття великої зали театру (після 15-річної реконструкції будівлі) до початку 36-го театрального сезону було поставлено виставу «Божевільний день, або Одруження Фігаро» за п'єсою П. Бомарше за допомогою Центру підтримки російських театрів за кордоном СТД РФ м. Москва. Постановку вистави здійснив головний режисер обласного драматичного театру Олександр Плетньов (м. Калуга).
Після реконструкції театру було зроблено чимало нового:
- на згадку про засновника театру Н. С. Аронецьку 29 вересня 2009 р. на будівлі театру було встановлено пам'ятну дошку Надії Степанівні Аронецькій;
- відкрито перший театральний музей (3 поверх);
- оформлено фотогалерею пам'яті акторів та працівників театру, які залишили незабутній слід в історії придністровського театру (фойє 2-го поверху);
- оформлено виставку робіт заслуженого діяча мистецтв ПМР Л. А. Пироженка, який послужив театру понад 25 років.
- оформлено виставку робіт художника театру А. С. Козаку (1, 2-й поверх головних сходів).

У 2011 році 25 червня театр відзначив 75-річчя будівлі театру. Була створена виставка, приурочена до цієї дати, а також експозиція музею та вистава «Недосяжна» (автор С. Моем, реж. Б. Абдуразаков).

## Постійна трупа акторів
Сьогодні в театрі служать актори, які майже 45 років вірні одному театру — це народний артист РМ, народний артист ПМР І. Таран, народна артистка ПМР А. Равло-Доряну, артист В. Нагапет'ян. Понад 30 років працюють у театрі народний артист ПМР В. Клименко, заслужені артистки ПМР М. Володіна, Т. Дікусар, заслужена артистка РМ та ПМР І. Серікова, заслужена артистка РМ А. Клименко.

## Перша трупа театру
Б. Аксьонов, е. Богданова, Л. Губарєва, Л. Колохіна, О. Лачин, А. Левицький, Є. А. Мизников, В. Нефьодов, В. Пашков, Н. Прокоф'єва, Ю. В. Рубінштейн, Л. Руснак, В. Сухомлинов, І. Таран, С. Тома, Л. Шер, А. Шолош, Г. Ельманович.

## Художньо-постановна частина театру
Художники — О. Жолудєв, А Козак, Л. Пироженко, І. Салов, В. Ізотов, зав. трупою В. Зембицька, зав. літературною частиною — І. Рейдерман, С. Бєлова, Л. Снопкова та ін. , а тепер продовжують служити такі майстри, як Т. В. Сологор, Л. В. Чернова, Т. А. Салова, А. Є. Дьомін, І. З. Ройтман, Л. Т. Коновалова.

## Режисери
Із театром співпрацювали такі відомі режисери, як народний артист України Ю.С. Доронченко, народний артист РСО М. М. Абрамов (м. Мінськ), І. С. Петровський (заслужений діяч мистецтв ТАРСР), Ю.В. Рубінштейн (заслужений діяч мистецтв ПМР), В. С. Мажурін (заслужений артист Казахської РСР), В. А. Сухомлинов (заслужений артист Молдови), О. Левицький (Тирасполь), Б. Л. Мартинов (м. Сімферополь), А. В. Кузнєцов (м. Москва), Г. Л. Васильєв (м. Санкт-Петербург), Ю. П. Горін (м. Москва), Т. В. Чиботару (м. Кишинів), В. А. Гунін (Заслужений артист Литви та Росії), Б. Абдуразаков (заслужений митець Таджикистану), Е. Константинова (народна артистка РМ), В. Міхельсон (м. Санкт-Петербург) та багато інших, які зробили значний внесок у становлення та розвиток театру.

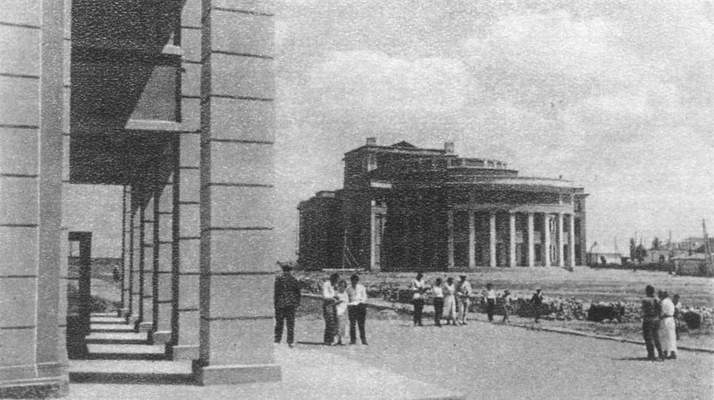
Театральна пл. після НРВ
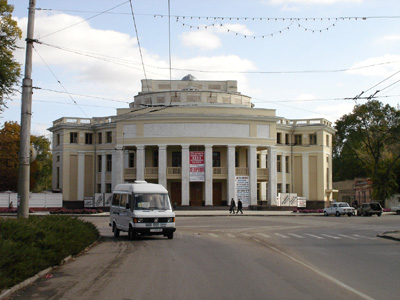
Театральна площа у 2000-х роках

## Географія гастрольних маршрутів
За свою історію театр поставив понад 200 вистав за п'єсами сучасних драматургів, а також вітчизняних та зарубіжних класиків. Його спектаклі переглянули понад 9 млн глядачів.
Театр побував у містах: Москва, Кишинів, Одеса, Новоросійськ, Керч, Львів, Тернопіль, Маріуполь, Чернівці, Петербург, Саранськ, Кривий Ріг, Рівне, Херсон, Миколаїв, Житомир, Івано-Франківськ, Харків, Новоросійськ, Пінськ, Барановичі, Чернігів, Бобруйськ, Брест, Рига, Даугавпілс, Луцьк, Гомель, Вітебськ, Нижній Новгород, Калуга, Твер, Видин (Болгарія), Тулча (Румунія), Цхінвалі (Південна Осетія) та в багатьох інших.

## Репертуар[10]
Сьогодні в афіші театру близько 50 вистав, із них 14 для дітей та юнацтва. Репертуар складається з вистав, поставлених за творами високої художньої проби П. Федорова, В. Соллогуба, О. Островського, М. Булгакова, А. Казанцева, П. Бомарше, Ж.-Б. Мольєра, А. Каннінгема, К. Маньє, В. Гуркіна, А. Марданя, В. Мережка, С. Моема, Н. Птушкіної, Л. Андрєєва, А. Марієнгофа, М. Бартенєва, О. С. Пушкіна та ін.
- Люди, звірі та банани
- Театр… Чайка… ЖИТТЯ
- Леді Макбет Мценського повіту[12]
- Божевільний день, або Одруження Фігаро
- Тартюф
- Біда від ніжного серця
- Аз та Ферт
- Правда — добре, а щастя краще
- Дочки-матері
- Кабала святош
- Журден, Журден!..
- Приборкання норовливої
- Кохання в маленькому місті
- Ніч С…
- Недосяжна
- Циніки
- Чорний квадрат
- Із чого починається Батьківщина
- Маленький принц
- Три поросяти
- Син чорної гори
- Попелюшка
- Король і цирульник
- Крижаний ключик
- Кіт у чоботях
- Апчхи, або Царівна-жаба
- Бридке каченя
- Котячий дім
- Дві Баби-Яги
- Молодильні яблука
- Малюк і Карлсон
- Як Заєць став Сміливцем
- Скоморошина
- Той самий Мюнхгаузен

## Участь у Міжнародних театральних фестивалях

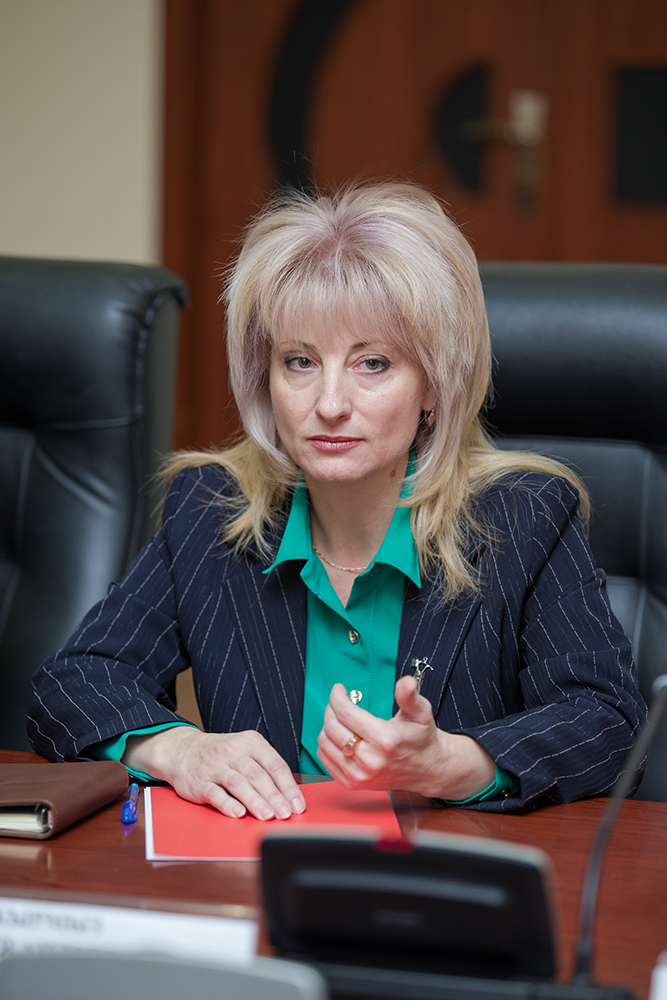
Кирмиз Марія Андріївна — директор Придністровського державного театру драми та комедії ім. Н. С. Аронецької (із 1999 по 2014 рік)

«Людина граюча» Україна (м. Миколаїв), «Співвітчизники» Республіка Мордовія (м. Саранськ), «Зустрічі в Росії» (м. Санкт-Петербург).
Міжнародний театральний фестиваль «МЕЛЬПОМЕНА ТАВРІЇ» (Херсон). Міжнародний театральний фестиваль «МОЛДФЕСТ.РАМПА.РУ» (Кишинів). У 2005 році театр брав участь у звітному фестивалі «На Страсному» (Москва). У травні 2007 року колектив театру брав участь у Днях Придністров'я в Москві на сцені «Театру Місяця» (вистава «Прибайкальська кадриль»). На початку серпня 2008 року в рамках програми Рік Придністров'я в Південній Осетії колектив театру вирушив на 10-денні гастролі в м. Цхінвалі. На жаль, через початок бойових дій гастролі було перервано.
У жовтні 2012 року театр взяв участь у театральному фестивалі міжнародного чорноморського клубу Homo Ludens («Людина граюча»), який пройшов на базі Миколаївського академічного художнього російського драматичного театру.
У березні 2013 року трупа театру виступила зі спектаклем А. Марданя «Ніч із…» на міжнародному фестивалі «Співвітчизники» у місті Саранську (Республіка Мордовія).

## Досягнення та нагороди
- Медаль «За трудову доблесть»
- Лист подяки Президента ПМР І. М. Смирнова
- Грамота Президента ПМР
- У 2006 році Придністровському Державному театру надано почесне звання «Заслужений колектив ПМР»[16]